# Nennhausen
Nennhausen é um município da Alemanha, situado no distrito de Havelland, no estado de Brandemburgo. Tem 88,86 km² de área, e sua população em 2019 foi estimada em 1.818 habitantes.